# Luis Fernández de Córdoba (1480-1526)
Pour les articles homonymes, voir Luis Fernández de Córdoba et Fernández de Córdoba.
Don Luis Fernández de Córdoba, Duc de Sant' Angelo, IVe Comte de Cabra, IVe Vicomte de Iznájar, IIe Duc de Sessa (1480 - Rome le 18 août 1526) est un homme d'arme et diplomate de l'empereur Charles Quint.

## Biographie
Il est le fils du IIIe Comte de Cabra et Grand d'Espagne, Diego Fernández de Córdoba et de Francisca de Zúñiga. Il se marie en 1520 à Doña Elvira de Córdoba y Figueroa, la fille et héritière de Gonzalo Fernández de Córdoba y Aguilar, Duc de Sessa et Gran capitan.
Comme son beau-père, Don Luis est élu au sein de la noblesse vénitienne. Il est un militaire, candidat au poste de Capitaine-Général des forces napolitaines en 1521, mais aussi un diplomate malgré lui. Après la retraite de Don Juan Manuel, il est appelé par Charles Quint pour reprendre le poste d'ambassadeur impérial auprès du Saint-Siège. Signe de son peu d'enclin à cette charge, il répond à l'empereur qu'il préférait partir cent fois à la guerre sur une journée plutôt qu'avoir une audience avec le pape. Il quitte son poste durant le printemps 1523 pour retourner à Sessa pour être avec sa femme très souffrante, et il y retourne de nouveau en septembre 1524 pour la même raison. Mais celle-ci meurt et le Duc, veuf inconsolable, demande à Charles Quint de le relever de ses fonctions.
Il est reçu par Charles Quint dans l'ordre de la Toison d'or en octobre 1523 pour son courage. Il a un fils, Gonzalo.
Il meurt le 18 août 1526 à Rome des suites d'une maladie. Dans son plaidoyer Antijovio, Gonzalo Jiménez de Quesada commente en des termes expressifs que Dieu a été porté « dans ses jours de la vie de don Luis Fernández de Córdoba, Duc de Sessa, ambassadeur de sa Majesté l'Empereur à Rome. […] » .